# Paul Jones (lutador)
Paul Frederik (Port Arthur, 16 de junho de 1942—Atlanta, abril de 2018) foi um lutador profissional e manager estadunidense mais conhecido por seu nome no ringue "Paul Jones".

## Morte
Frederik morreu em abril de 2018.

## Na luta profissional
- Movimentos de finalização
  - Indian deathlock[2]
  - Soco de caratê[2]

- Alcunhas
  - "Number One"[4] ("Número Um")

- Lutadores de quem foi manager
  - Abdullah the Butcher[5][1]
  - Rick Rude[5][1]
  - Baron von Raschke[1]
  - The Powers of Pain (The Barbarian e The Warlord)[1]
  - Ivan Koloff[1]
  - "Superstar" Billy Graham[1]
  - Manny Fernandez[1]
  - Tully Blanchard[6]
  - Vladimir Petrov[7]
  - Teijo Khan[7]
  - Shaska Whatley[7]
  - The Russian Assassins (Russian Assassin #1 e Russian Assassin #2)[8]
  - The Assassin[8]
  - Jake Roberts[9]
  - The Zambuie Express (Kareem Muhammad e Elijah Akeem)[10]

## Títulos e prêmios
- Championship Wrestling from Florida
  - NWA Florida Heavyweight Championship (3 vezes)[11]
  - NWA Florida Television Championship (2 vezes)[12]
  - NWA Southern Heavyweight Championship (1 vez)[13]
  - NWA Florida Brass Knuckles Championship (1 vez)[14]

- Georgia Championship Wrestling
  - NWA Georgia Heavyweight Championship (1 vez)[15]

- Mid-Atlantic Championship Wrestling
  - NWA Mid-Atlantic Heavyweight Championship (3 vezes)[16]
  - NWA Mid-Atlantic Television Championship / NWA Television Championship (5 vezes)[17]
  - NWA World Tag Team Championship (versão do Meio-Atlântico) (6 vezes)[18][19][20][21][22][23][24] — com Wahoo McDaniel (1), Ricky Steamboat (1), Baron von Raschke (2) e The Masked Superstar (2)
  - NWA Mid-Atlantic Tag Team Championship (5 vezes)[25] — com Bob Bruggers (1), Tiger Conway, Jr. (1) e Ricky Steamboat (3)
  - NWA United States Heavyweight Championship (versão do Meio-Atlântico) (3 vezes)[26]

- NWA Hollywood Wrestling
  - NWA Americas Tag Team Championship (1 vez)[27] — com Nelson Royal

- Pacific Northwest Wrestling
  - NWA Pacific Northwest Heavyweight Championship (2 vezes)[28]
  - NWA Pacific Northwest Tag Team Championship (1 vez)[29] — com Pepper Martin

- Pro Wrestling Illustrated
  - Dupla do Ano (1978)[30] — com Ricky Steamboat

- South Atlantic Pro Wrestling
  - South Atlantic Pro Wrestling Heavyweight Championship (1 vez)[31]

- Wrestling Observer Newsletter
  - Pior Manager (1986)[32]